# Vliegvelden gesorteerd naar IATA-code R
Dit is een lijst van vliegvelden gesorteerd op IATA-code met de beginletter R.
| IATA | ICAO | Luchthaven                   | Stad              | Land                         |
| ---- | ---- | ---------------------------- | ----------------- | ---------------------------- |
| RAI  | GVNP | Praia International          | Praia             | Kaapverdië                   |
| RAK  | GMMX | Menara                       | Marrakesh         | Marokko                      |
| RBA  | GMME | Sale                         | Rabat             | Marokko                      |
| RBR  | SBRB | Presidente Medici Intl       | Rio Branco        | Brazilië                     |
| RDU  | KRDU | Raleigh-Durham International | Raleigh/Durham    | Verenigde Staten             |
| REC  | SBRF | Guararapes                   | Recife            | Brazilië                     |
| REN  | UWOO | Tsentralny                   | Orenburg          | Rusland                      |
| REU  | LERS | Reus                         | Reus              | Spanje                       |
| RGN  | VYYY | Yangon                       | Yangon            | Myanmar                      |
| RHE  | LFSR | Champagne                    | Reims             | Frankrijk                    |
| RHO  | LGRP | Diagoras                     | Rhodos            | Griekenland                  |
| RIC  | KRIC | Richmond International       | Richmond          | Verenigde Staten             |
| RIX  | EVRA | Riga                         | Riga              | Letland                      |
| RIY  | OYRN | Riyan                        | Mukalla           | Jemen                        |
| RJK  | LDRI | Rijeka                       | Rijeka            | Kroatië                      |
| RKE  | EKRK | Roskilde                     | Kopenhagen        | Denemarken                   |
| RKT  | OMRK | Ras al Khaimah International | Ras al Khaimah    | Verenigde Arabische Emiraten |
| RMF  | HEMA | Marsa Alam International     | Marsa Alam        | Egypte                       |
| RMI  | LIPR | Miramare                     | Rimini            | Italië                       |
| RNB  | ESDF | Kallinge                     | Ronneby           | Zweden                       |
| RNN  | EKRN | Ronne                        | Bornholm          | Denemarken                   |
| RNO  | KRNO | Reno/Tahoe Intl              | Reno              | Verenigde Staten             |
| RNS  | LFRN | St Jacques                   | Rennes            | Frankrijk                    |
| ROB  | GLRB | Roberts Internationaal       | Monrovia          | Liberia                      |
| ROC  | KROC | Greater Rochester Intl       | Rochester         | Verenigde Staten             |
| ROS  | SAAR | Rosario                      | Rosario           | Argentinië                   |
| ROV  | URRR | Rostov aan de Don            | Rostov aan de Don | Rusland                      |
| RRG  |      | Plaine Corail                | Rodrigues         | Mauritius                    |
| RSW  | KRSW | Southwest Florida Intl       | Fort Myers        | Verenigde Staten             |
| RTM  | EHRD | Rotterdam Airport            | Rotterdam         | Nederland                    |
| RUH  | OERK | Riyad                        | Riyad             | Saoedi-Arabië                |
| RUN  | FMEE | Roland Garros                | Saint-Denis       | Réunion                      |
| RVN  | EFRO | Rovaniemi                    | Rovaniemi         | Finland                      |
| RWN  | UKLR | Rivne                        | Rivne             | Oekraïne                     |
| RZE  | EPRZ | Jasionka                     | Rzeszów           | Polen                        |

A · B · C · D · E · F · G · H · I · J · K · L · M · N · O · P · Q · R · S · T · U · V · W · X · Y · Z · (alles)